# محوطه خرگووشان ۱
محوطه خرگووشان ۱ مربوط به هزاره سوم قبل از میلاد است و در شهرستان سرباز، بخش آشار، ۵۰۰ متری شرق بخشدار شهر آشار واقع شده و این اثر در تاریخ ۳۰ بهمن ۱۳۸۶ با شمارهٔ ثبت ۲۱۱۴۳ به‌عنوان یکی از آثار ملی ایران به ثبت رسیده است.